# Бері-бері
Бері-бері — хвороба, яка уражає нервову систему людини, що призводить до слабкості, втрати апетиту, підвищеної збудливості та паралічів з вельми високою ймовірністю смерті. Захворювання розвивається у людини внаслідок нестачі вітаміну В1 (тіаміну).

## Історія вивчення хвороби та її причин
Ця хвороба була настільки поширеною в східних країнах до початку 20 ст., що її вважали однією із головних у світі.
На бері-бері часто страждали японські моряки. Лише у 1884 році японський дієтолог Т. Такакі відмітив, що захворювання можна уникнути, якщо харчовий раціон моряків зробити різноманітнішим і додати до нього овочі.
У 1890-х роках голландський лікар Х. Ейкман виявив, що хвороба виникає при вживанні полірованого рису як основи раціону і що подібне захворювання, поліневрит, можна спричинити у курей, якщо годувати їх лише полірованим рисом. Виявилось, що оболонки, що йдуть у відходи, мають лікувальну дію.
Після тривалих зусиль ученим вдалося виділити в невеликих кількостях із дріжджів і рисових оболонок кристалічну речовину, яка містила сірку.
Ця речовина, вітамін В1 (тіамін), попереджала і виліковувала бері-бері, а її відсутність у полірованому рисі й була причиною захворювання.
Тіамін було досліджено хімічними методами, і 1937 року його синтезували. На сьогодні синтетичний тіамін додають до полірованого рису і білого борошна.

## Клінічні прояви
Симптоми цієї хвороби різняться і безпосередньо залежать від того, яка саме з систем людського організму зазнала ураження: нервова або серцево-судинна. Виділяють дві клінічні форми даного захворювання: мокра і суха бері-бері.
Мокра форма супроводжується набряками та проявляється ураженням серцево-судинної системи, суха часто призводить до виснаження і проявляється ураженням нервової системи.
Симптоми мокрої бері-бері — задишка, трансудація рідини до плевральної порожнини, підвищена частота серцевих скорочень, втома, біль і набряки в ногах.
Симптоми сухої бері-бері — блювання, ністагм, невиразна мова, паралічі, проблеми з логічним мисленням і пам'яттю, втрата чутливості, поколювання та інші незвичайні відчуття в руках і ногах, втрата координації руху, труднощі при ходьбі.